# Copa Rio de Futebol Feminino de 2025
A Copa Rio de Futebol Feminino de 2025 foi a terceira edição da Copa Rio de futebol feminino organizada pela Federação de Futebol do Estado do Rio de Janeiro (FERJ).
A competição foi disputada em turno e returno e, diferente das edições passadas, contou com os quatro clubes considerados "grandes" do Rio de Janeiro e o Pérolas Negras, entre 15 de fevereiro e 23 de abril — originalmente a competição aconteceria até 22 de março, mas com alguns adiamentos, se estendeu — em sistema de pontos corridos, ou seja, o campeão foi o que atingiu mais pontos ao final da competição.
A segunda rodada da competição, que aconteceria em 19 de fevereiro, foi suspensa pela FERJ após a onda de calor extremo que atingiu o Estado do Rio de Janeiro. A FERJ também determinou a mudança do horário das partidas do final de semana seguinte, em 22 de fevereiro, para as 9 horas.
O Flamengo foi o campeão da competição após vencer, na última rodada, o Fluminense por 2–1 com gols de Cristiane e Monalisa e Lurdinha descontou para o Fluminense. Antes da última partida do Campeonato, o Botafogo possuía 15 pontos, o Fluminense, 12 e o Flamengo, 14 pontos, todos os três poderiam ser campeões, dependo do resultado da partida. Com a vitória, o Flamengo atingiu 17 pontos e foi o campeão, com o Botafogo com 15 pontos, ficando com o vice-campeonato.

## Regulamento
Caso ocorressem empate em pontos ganhos, seriam aplicados os critérios de desempate, sucessivamente:
1. Maior número de vitórias
2. Maior saldo de gols
3. Maior número de gols pró (gols marcados)
4. Confronto direto (entre dois clubes)
5. Menor número de cartões amarelos e vermelhos, onde cada cartão vermelho foi considerado equivalente a três cartões amarelos
6. Sorteio público na sede da Federação, em dia e horário a serem determinados

## Participantes
| Equipe         | Estádio                      |
| -------------- | ---------------------------- |
| Botafogo       | Ronaldo Nazário              |
| Flamengo       | Gávea Luso-Brasileiro        |
| Fluminense     | Laranjeiras Marcelo Vieira   |
| Pérolas Negras | Izaltino Carneiro Ribeiro    |
| Vasco da Gama  | Nivaldo Pereira São Januário |

## Classificação
| Pos | Equipe         | Pts | J | V | E | D | GP | GC | SG  | Classificação ou descenso |
| --- | -------------- | --- | - | - | - | - | -- | -- | --- | ------------------------- |
| 1   | Flamengo       | 17  | 8 | 5 | 2 | 1 | 19 | 7  | +12 | Campeão                   |
| 2   | Botafogo       | 15  | 8 | 4 | 3 | 1 | 16 | 7  | +9  |                           |
| 3   | Fluminense     | 12  | 8 | 3 | 3 | 2 | 15 | 10 | +5  |                           |
| 4   | Vasco da Gama  | 11  | 8 | 3 | 2 | 3 | 10 | 7  | +3  |                           |
| 5   | Pérolas Negras | 0   | 8 | 0 | 0 | 8 | 1  | 30 | −29 |                           |

## Confrontos
Fonte: 

### Turno

#### Primeira rodada
| 15 de fevereiro | Flamengo           | 1 – 1                   | Vasco da Gama | Estádio de São Januário, Rio de Janeiro |
| 10:00           | Djenifer Becker 9' | Súmula (FERJ) Soccerway | Ju Santos 48' | Árbitro: RJ Sâmia Kelle de Amorim Alves |

| 15 de fevereiro | Fluminense                                                          | 5 – 0                   | Pérolas Negras | Estádio Marcelo Vieira, Rio de Janeiro |
| 10:00           | Francis 3' · Kathleen 5' · Estefania 17' · Ana 19' · Gislaine 31' · | Súmula (FERJ) Soccerway |                | Árbitro: RJ Luciana Mafra Leite        |

#### Segunda rodada
| 2 de abril | Flamengo                                 | 3 – 1                   | Botafogo   | Estádio da Gávea, Rio de Janeiro        |
| 9:00       | Vitoria 32' · Valeria 58' · Diovanna 72' | Súmula (FERJ) Soccerway | Jullia 43' | Árbitro: RJ Sâmia Kelle de Amorim Alves |

| 29 de março | Pérolas Negras | 0 – 4                   | Vasco da Gama                                            | Estádio Izaltino Carneiro Ribeiro, Cachoeiras de Macacu |
| 9:00        |                | Súmula (FERJ) Soccerway | Rosani 3' · Larissa 62' · Mayara 77' · Maria Vitoria 83' | Árbitro: RJ Jean Carlos Victorino Miguel                |

#### Terceira rodada
| 22 de fevereiro | Botafogo                                                                 | 6 – 0                   | Pérolas Negras | Engenhão, Rio de Janeiro           |
| 9:00            | Jullia 42', 72', 77' · Raissa 45+1' · Andrezinha 65' (g.c.) · Natane 87' | Súmula (FERJ) Soccerway |                | Árbitro: RJ Rosana Pereira Ruviaro |

| 22 de fevereiro | Vasco da Gama    | 1 – 2                   | Fluminense                     | Estádio de São Januário, Rio de Janeiro |
| 9:00            | Karla 14' (pen.) | Súmula (FERJ) Soccerway | Camila 14' · Maria Luisa 45+6' | Árbitro: RJ Luis Filipe Macêdo Duarte   |

#### Quarta rodada
| 26 de fevereiro | Pérolas Negras | 0 – 3                   | Flamengo                                 | Estádio Izaltino Carneiro Ribeiro, Cachoeiras de Macacu |
| 16:00           |                | Súmula (FERJ) Soccerway | Chaiane 40', 76' · Mariana Fernandes 58' | Árbitro: RJ Sabrina da Silva Pereira Gomes              |

| 26 de fevereiro | Fluminense | 1 – 1                   | Botafogo                 | Estádio Marcelo Vieira, Rio de Janeiro  |
| 16:00           | Ana 26'    | Súmula (FERJ) Soccerway | Maria Eduarda 73' (pen.) | Árbitro: RJ Sâmia Kelle de Amorim Alves |

#### Quinta rodada
| 1 de março | Flamengo                 | 2 – 2                   | Fluminense                           | Estádio da Gávea, Rio de Janeiro     |
| 9:00       | Lelê 31' · Estefania 79' | Súmula (FERJ) Soccerway | Fernanda 66' · Djenifer Becker 90+3' | Árbitro: RJ Jenifer Alves de Freitas |

| 1 de março | Botafogo | 0 – 0                   | Vasco da Gama | Engenhão, Rio de Janeiro           |
| 9:00       |          | Súmula (FERJ) Soccerway |               | Árbitro: RJ Rosana Pereira Ruviaro |

### Returno

#### Sexta rodada
| 5 de abril | Flamengo               | 2 – 0                   | Vasco da Gama | Estádio da Gávea, Rio de Janeiro     |
| 15:30      | Ju 18' · Valeria 90+3' | Súmula (FERJ) Soccerway |               | Árbitro: RJ Jenifer Alves de Freitas |

| 8 de março | Pérolas Negras | 1 – 2                   | Fluminense                   | Estádio Izaltino Carneiro Ribeiro, Cachoeiras de Macacu |
| 16:00      | Taci 25'       | Súmula (FERJ) Soccerway | Ellen 7' (g.c.) · Yasmin 30' | Árbitro: RJ Rosana Pereira Ruviaro                      |

#### Sétima rodada
| 9 de abril | Botafogo                    | 2 – 1                   | Flamengo    | Engenhão, Rio de Janeiro                   |
| 9:00       | Tipa 72' · Ana Caroline 75' | Súmula (FERJ) Soccerway | Leticia 19' | Árbitro: RJ José Henrique Fernandes Vieira |

| 12 de março | Vasco da Gama                              | 3 – 0                   | Pérolas Negras | Estádio de São Januário, Rio de Janeiro    |
| 16:00       | Maria Vitoria 13', 27' · Ariely Araujo 19' | Súmula (FERJ) Soccerway |                | Árbitro: RJ Sabrina da Silva Pereira Gomes |

#### Oitava rodada
| 15 de março | Pérolas Negras | 0 – 2                   | Botafogo           | Estádio Izaltino Carneiro Ribeiro, Cachoeiras de Macacu |
| 16:00       |                | Súmula (FERJ) Soccerway | Jullia 4' · BB 85' | Árbitro: RJ Alessilma da Silva Nascimento               |

| 15 de março | Fluminense | 0 – 1                   | Vasco da Gama | Estádio Marcelo Vieira, Rio de Janeiro |
| 16:00       |            | Súmula (FERJ) Soccerway | Lourdes 15'   | Árbitro: RJ Rejane Silva               |

#### Nona rodada
| 18 de março | Botafogo                             | 2 – 2                   | Fluminense         | Engenhão, Rio de Janeiro        |
| 16:00       | Raissa 53' · Ana Caroline 59' (pen.) | Súmula (FERJ) Soccerway | Lelê 65' · Ana 78' | Árbitro: RJ Luciana Mafra Leite |

| 19 de março | Flamengo                                                                    | 5 – 0                   | Pérolas Negras | Estádio da Gávea, Rio de Janeiro           |
| 16:00       | Giovanna 5' · Louvain 46' · Vitoria 66' (pen.) · Mariana Fernandes 75', 80' | Súmula (FERJ) Soccerway |                | Árbitro: RJ Renato Arthur Gonçalves Lisboa |

#### Décima rodada
| 22 de março | Vasco da Gama | 0 – 2                   | Botafogo                   | Estádio Nivaldo Pereira, Nova Iguaçu      |
| 16:00       |               | Súmula (FERJ) Soccerway | Sassá 1' · Ana Beatriz 30' | Árbitro: RJ Thiago Junio Martins Ferreira |

| 23 de abril | Fluminense   | 1 – 2                   | Flamengo                     | Estádio de Moça Bonita, Rio de Janeiro |
| 15:00       | Lurdinha 35' | Súmula (FERJ) Soccerway | Cristiane 17' · Monalisa 82' | Árbitro: RJ Rejane Silva (FIFA)        |

## Premiação
| Copa Rio de Futebol Feminino de 2025 |
| ------------------------------------ |
| FLAMENGO Campeão (2.º título)        |